# Royal Armouries Museum
Het Royal Armouries Museum is een museum in het Engelse Leeds. Het nationale museum werd geopend in 1996 en is gewijd aan wapens, wapenuitrusting en oorlogstuig; het stelt de National Collection of Arms and Armour tentoon. De collectie werd vroeger tentoongesteld of opgeslagen in de Tower of London.